# ديناصور جونيور
ديناصور جونيور (بالإنجليزية: Dinosaur Jr.)‏ هي فرقة روك أمريكيَّة تأسست في مدينة أميرست بولاية ماساتشوستس عام 1984. تجمع الفرقة كلًا من عازف الغيتار والمغني ومؤلف الأغاني الرئيسي جاي ماسيكس، وعازف البيس والمغني لو بارلو، وقارع الطبول مورف.
نالت الفرقة بعد إصدارها لثلاثة ألبومات عبر شركات تسجيل مستقلة لسمعة حيال تأثيرها كأحد الفرق التي لعبت دورًا هامًا في المراحل التكوينيَّة للروك البديل. دفعت الخلافات التي نشأت إزاء التوجه الإبداعي للفرقة إلى قيام جاي ماسيكس بطرد لو بارلو من الفرقة، ليحل محله مايك جونسون الذي عزف البيس مع الفرقة في ثلاثة ألبومات جديدة صدرت عبر شركات تسجيل ضخمة. كذلك ترك مورف في نهاية المطاف الفرقة ليستلم ماسيكس مهمة القرع على الطبول حتى انحلال الفرقة عام 1997. اجتمع أعضاء الفرقة الأصليين الثلاث ليعودوا ويشكلوا الفرقة من جديد عام 2005. أصدرت الفرقة منذ عودتها عدة ألبومات.

## الألبومات
| السنة | الألبوم (الاسم الأصلي)         | الألبوم (بالعربية)         |
| ----- | ------------------------------ | -------------------------- |
| 1985  | Dinosaur                       | ديناصور                    |
| 1987  | You're Living All Over Me      | يور ليڨينغ أول أوڨر مي     |
| 1988  | Bug                            | باغ                        |
| 1991  | Green Mind                     | غرين مايند                 |
| 1993  | Where You Been                 | وير يو بين                 |
| 1994  | Without a Sound                | ويذاوت آساوند              |
| 1997  | Hand It Over                   | هاند إت أوڤر               |
| 2007  | Beyond                         | بيوند                      |
| 2009  | Farm                           | فارم                       |
| 2012  | I Bet on Sky                   | آي بيت أون سكاي            |
| 2016  | Give a Glimpse of What Yer Not | غيڤ أغليمپس أوف وات ير نات |

## وصلات خارجية
- ديناصور جونيور على موقع IMDb (الإنجليزية)
- ديناصور جونيور على موقع ميوزك برينز (الإنجليزية)
- ديناصور جونيور على موقع رولينغ ستون (الإنجليزية)
- ديناصور جونيور على موقع أول ميوزيك (الإنجليزية)
- ديناصور جونيور على موقع ديسكوغز (الإنجليزية)

- الموقع الرسمي